# Groșani, Prahova
Groșani (mai vechi, Sfântu Ioan) este o localitate componentă a orașului Slănic din județul Prahova, Muntenia, România.
Așezarea este atestată documentar în anul 1520.
În 1931, era un cătun aparținător de Târgu Slănic, plai Teleajen, județul Saac, numit și mahalaua Sfântu Ioan. Avea 195 de gospodării și 744 locuitori. În 2011, localitatea are rang de sat aparținător de orașul Slănic, cu o populație de 1914 locuitori.